# Pandanus solms-laubachii
Pandanus solms-laubachii är en enhjärtbladig växtart som beskrevs av Ferdinand von Mueller. Pandanus solms-laubachii ingår i släktet Pandanus och familjen Pandanaceae.
Artens utbredningsområde är Queensland. Inga underarter finns listade.